# Zemský okres Norimbersko
Zemský okres Norimbersko (německy Landkreis Nürnberger Land) je zemský okres v německé spolkové zemi Bavorsko, ve vládním obvodu Střední Franky. Sídlem správy zemského okresu je město Lauf an der Pegnitz. Má přibližně 149 tisíc obyvatel. 

## Města a obce
| Města: 1. Altdorf bei Nürnberg 2. Hersbruck 3. Lauf an der Pegnitz 4. Röthenbach an der Pegnitz 5. Velden | Obce: 1. Alfeld 2. Burgthann 3. Engelthal 4. Feucht 5. Happurg 6. Hartenstein 7. Henfenfeld 8. Kirchensittenbach 9. Leinburg 10. Neuhaus an der Pegnitz 11. Neunkirchen am Sand 12. Offenhausen 13. Ottensoos 14. Pommelsbrunn 15. Reichenschwand 16. Rückersdorf 17. Schnaittach 18. Schwaig bei Nürnberg 19. Schwarzenbruck 20. Simmelsdorf 21. Vorra 22. Winkelhaid |